# Aconitum
Aconitum (L. 1753), comunemente noto come aconito, è un genere di piante erbacee appartenente alla famiglia delle Ranunculaceae, diffuso nell'intero emisfero settentrionale.

## Etimologia
Il nome del genere ("Aconitum") deriva dal greco akòniton (= "pianta velenosa"). La pianta infatti risulta conosciuta per la sua elevata tossicità fin dai tempi dell'antichità omerica. Con questo nome probabilmente veniva indicata una pianta velenosa endemica il cui habitat frequente era tra le rocce ripide di alcune zone della Grecia. Due sono le radici che vengono attribuite al nome: (1) akòne (= “pietra”) facendo riferimento al suo habitat; (2) koné (= “uccidere”), facendo ovviamente riferimento alla sua tossicità. Veniva anche usata come simbolo negativo (maleficio o vendetta) nella mitologia dei popoli mediterranei.
Secondo altre fonti (Plinio) il nome Aconitum deriva da un antico porto sul Mar Nero: “Aconis”.
La denominazione scientifica attualmente accettata (Aconitum) è stata proposta da Carl von Linné (1707 – 1778) biologo e scrittore svedese, considerato il padre della moderna classificazione scientifica degli organismi viventi, nella pubblicazione Species Plantarum del 1753.
La specie tipo per questo genere è: Aconitum napellus L..

## Descrizione
I dati morfologici si riferiscono soprattutto alle specie europee e in particolare a quelle spontanee italiane.

Sono piante erbacee, perenni la cui altezza va da pochi decimetri fino a 2 metri. In Italia queste piante si presentano con due forme biologiche: (1) geofite rizomatose (G rhiz), ossia piante che portano le gemme in posizione sotterranea; durante la stagione avversa non presentano organi aerei e le gemme si trovano in organi sotterranei come rizomi, un fusto sotterraneo dal quale, ogni anno, si dipartono radici e fusti aerei. Oppure (2) emicriptofite scapose (H scap), ossia piante con gemme svernanti al livello del suolo e protette dalla lettiera o dalla neve, dotate di un asse fiorale eretto e spesso povero o privo di foglie.

### Radici
Le radici sono secondarie da rizoma.

### Fusto
- Parte ipogea: la parte sotterranea del fusto è quasi sempre un rizoma di tipo fibroso o tuberoso fusiforme.
- Parte epigea: la parte aerea del fusto può essere semplice, oppure ramosa; glabra oppure pubescente.

### Foglie

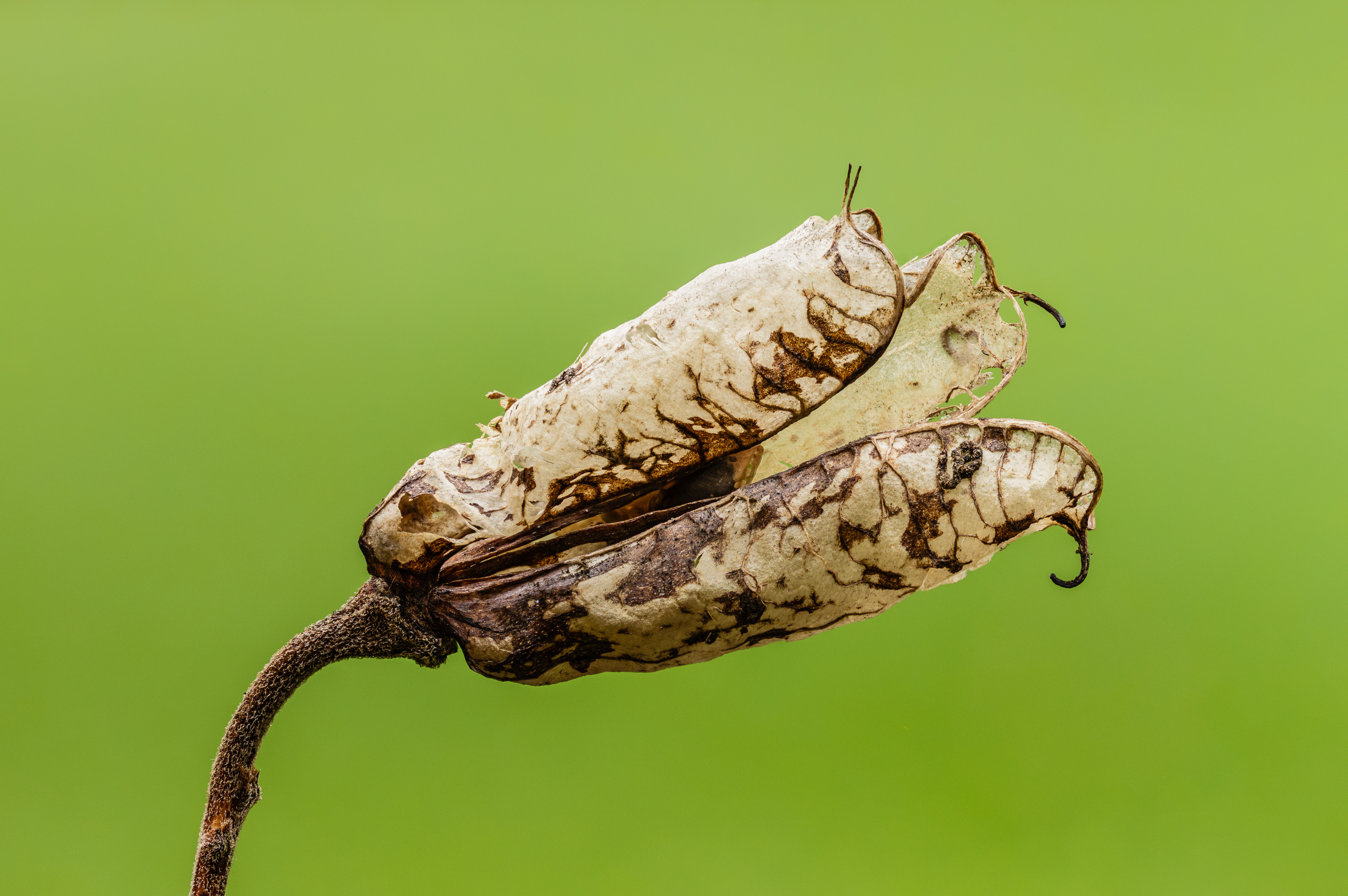
Empty seed pod.

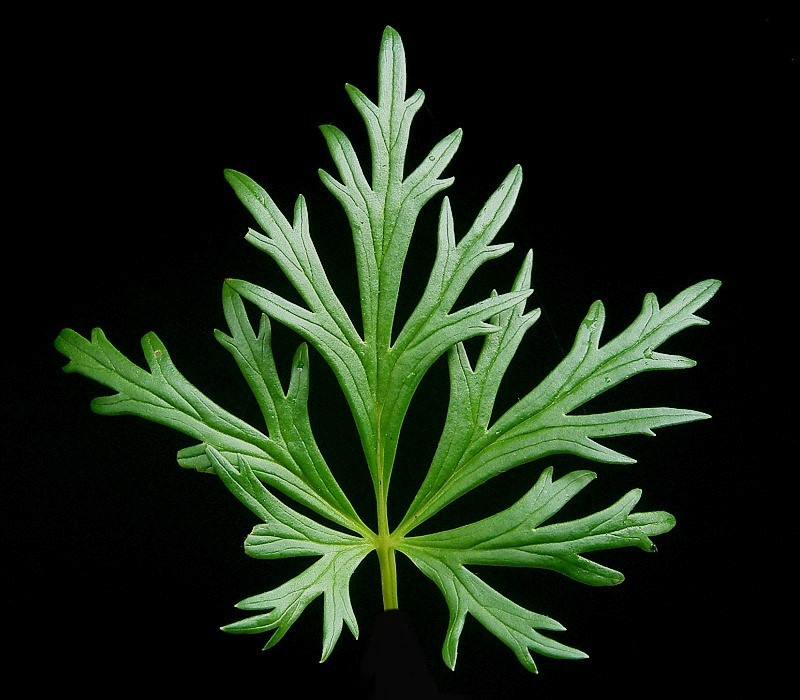
La foglia (Aconitum napellus)

- Foglie basali: le foglie basali sono di tipo palmatosette divise in cinque (o più, fino a 7) segmenti le cui incisioni arrivano fin quasi alla nervatura centrale; i vari segmenti a loro volta possono essere incisi in più lobi. La lamina in genere ha una forma pentagonale ed è picciolata. I segmenti possono avere una forma rombica con margini dentati, oppure possono essere lineari-filiformi. Queste foglie sono prive di stipole. Diametro delle foglie: da 5 a 20 cm.
- Foglie cauline: le foglie cauline sono disposte in modo alterno e sono progressivamente più piccole con un numero minore di segmenti; anche i piccioli sono progressivamente ridotti; verso l'infiorescenza le foglie sono sessili.

### Infiorescenza

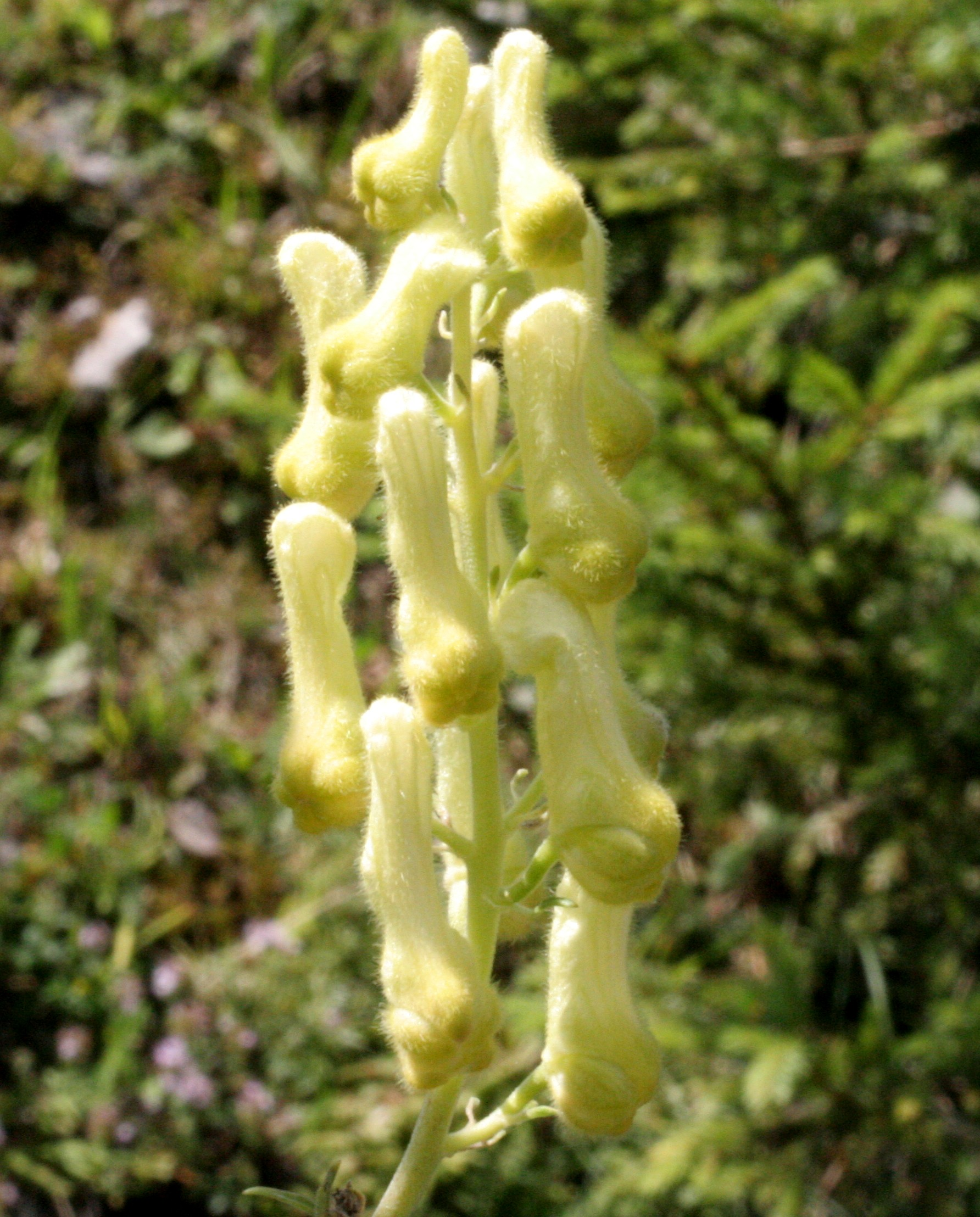
Infiorescenza (Aconito lycoctonum subsp. neapolitanum)

L'infiorescenza fondamentalmente è di due tipi: (1) a racemo poco ramoso e compatto (quasi una spiga), oppure (2) tipo pannocchia più o meno ramosa (a rami divaricati) e fogliosa con una disposizione lassa o densa dei fiori. In tutti i casi l'infiorescenza è sempre terminale (raramente ascellare). Alla diramazione dei rami sono presenti delle foglie di tipo bratteale che però non formano un involucro. I fiori sono peduncolati. I fiori sui racemi o sulle pannocchie possono raggiungere la trentina di unità. Dimensione media dell'infiorescenza: 10 – 30 cm.

### Fiori

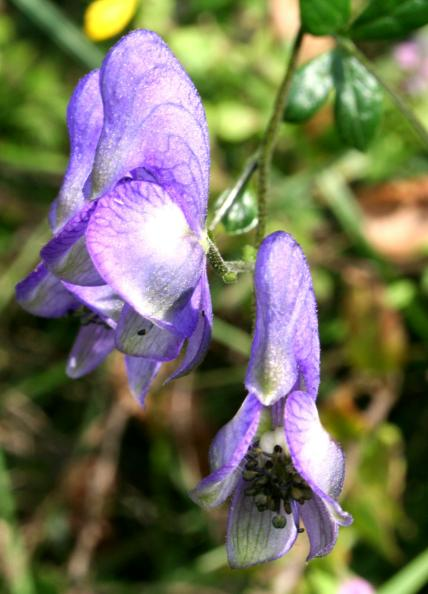
Il fiore (Aconitum variegatum)

I fiori di questo genere sono considerati fiori arcaici, o perlomeno derivati da fiori più arcaici dalla struttura aciclica. Il perianzio è formato da due verticilli: gli elementi esterni hanno una funzione di protezione e sono chiamati tepali o sepali (la distinzione dei due termini in questo caso è ambigua e quindi soggettiva); quelli interni sono dei nettari (in questo fiore la corolla è praticamente assente). I fiori sono pentameri (a cinque elementi) a simmetria zigomorfa (o bilaterale) ed ermafroditi. Il colore del perianzio è blu, violetto o anche giallo-biancastro. Dimensione media dei fiori: 25 – 35 mm.

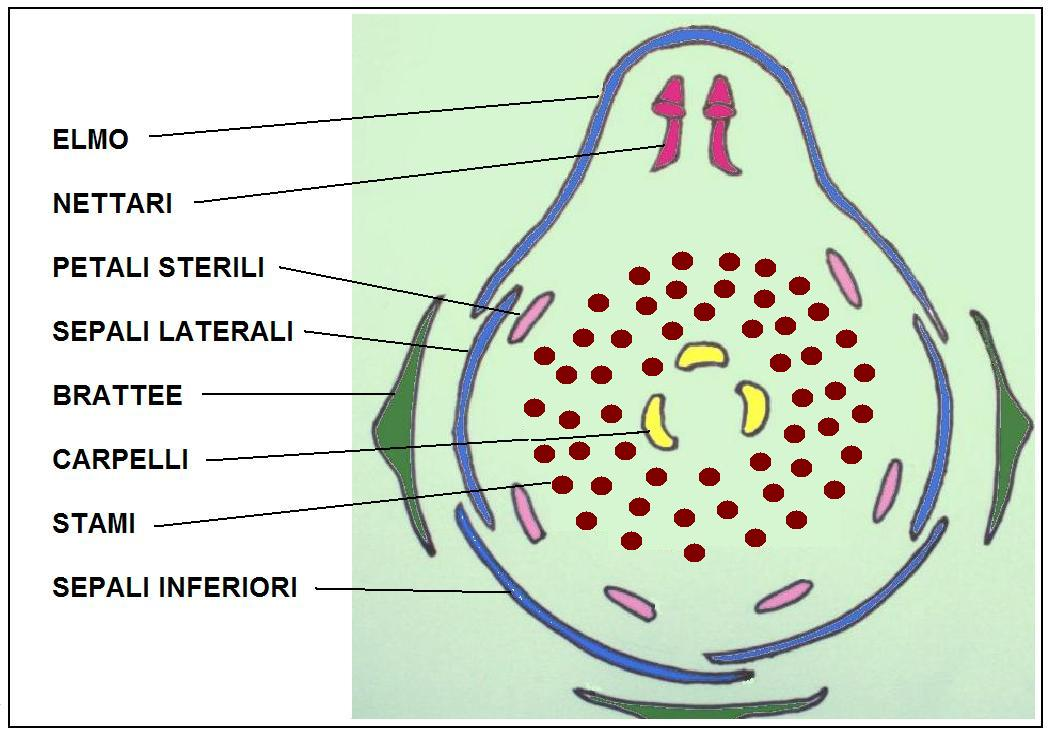
Aconitum napellus - Diagramma fiorale

- Formula fiorale: per questa pianta viene indicata la seguente formula fiorale (il disegno a lato mostra anche il diagramma fiorale della specie tipo):

x K 5, C 2, A numerosi, G 5 (supero)
- Calice: il calice ha cinque sepali (o tepali) di tipo petaloideo, molto diversi fra loro, di cui il superiore ha la forma di elmo o casco a geometria emisferica con alla base un prolungamento a forma di becco (più o meno pronunciato). Degli altri sepali due hanno una disposizione laterale a forma ovale; i due inferiori sono più lineari e lanceolati a portamento ciondolo. I sepali non sono persistenti alla fruttificazione. La dimensione dell'elmo (importante da un punto di vista tassonomico) va da una forma più o meno emisferica (è largo quanto alto) a delle forme anche molto allungate (l'altezza è 3 o più volte maggiore della larghezza). Altezza dell'elmo: 10 – 50 mm.
- Corolla: la corolla è praticamente assente; i petali interni 2 (in totale 8) sono delle foglie trasformate in produttori di nettare ed hanno una forma cilindrica spiraleggiante un po' clavata (a martelletto), in alcuni casi sono ricurvi. Quelli sterili (i rimanenti 6) sono delle linguette atrofizzate.

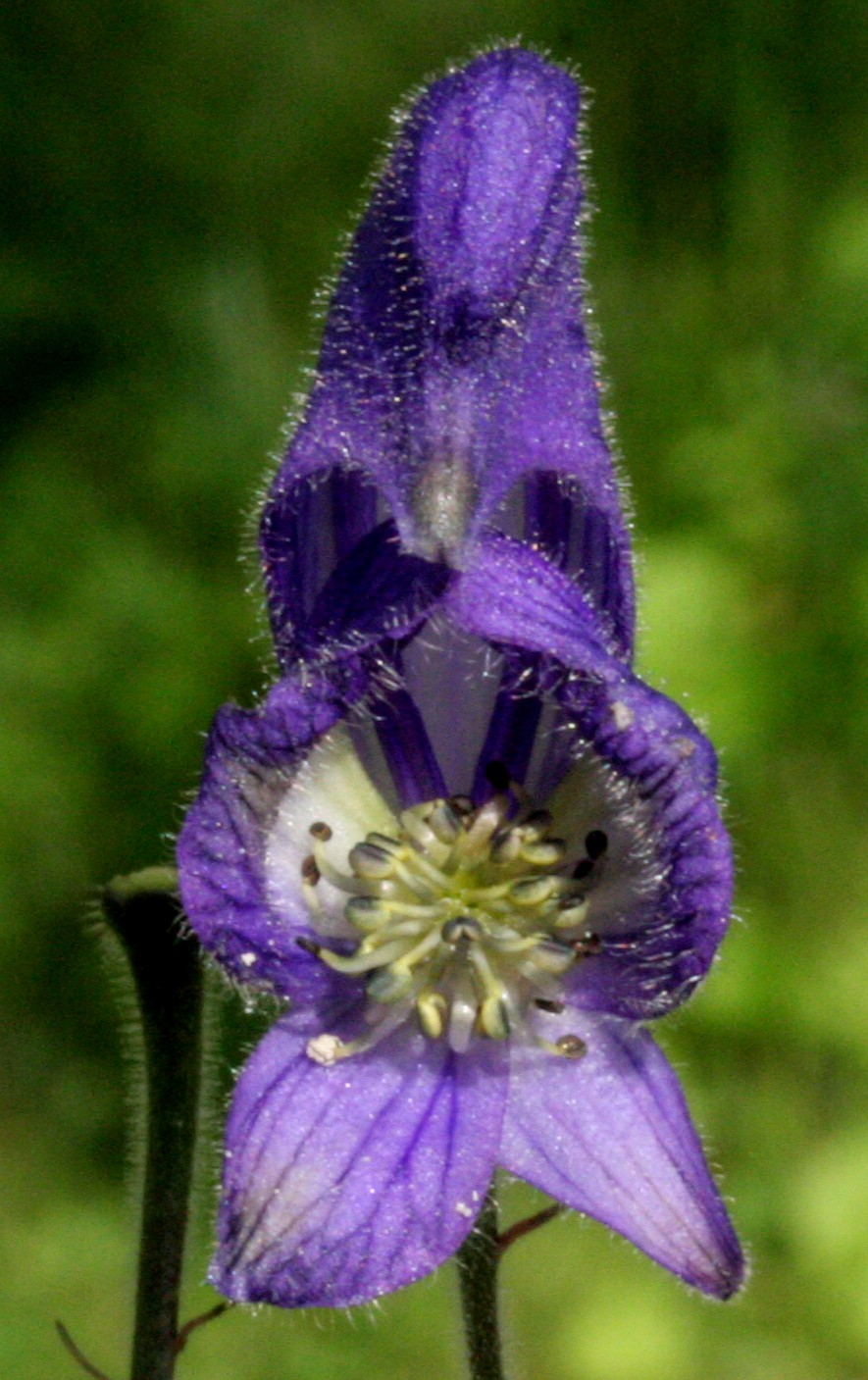
Stami e stili (Aconitum degeni)

- Androceo: gli stami di colore scuro sono numerosi (da 25 a 50) a disposizione spiralata. Il polline è tricolpato (con tre aperture).
- Gineceo: i carpelli (sessili e spiralati) sono 3 - 5. I pistilli contengono da 10 a 20 ovuli. Gli ovari sono superi.

### Frutti

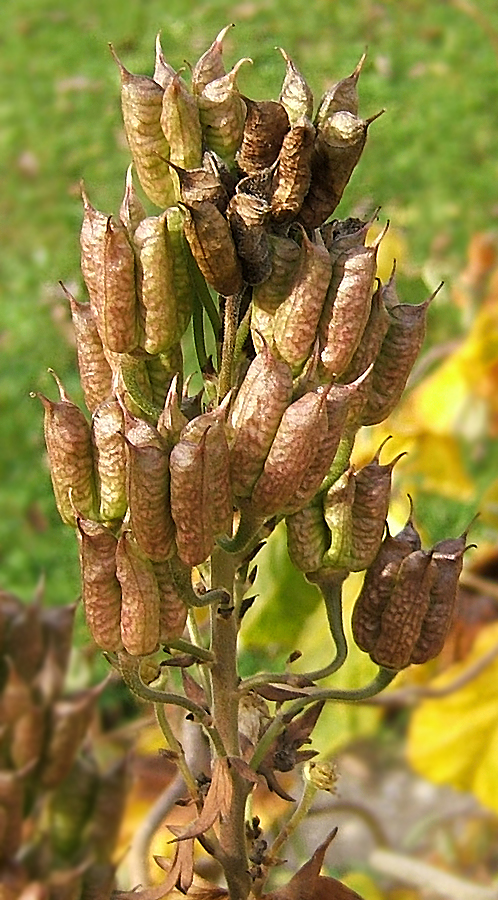
I frutti (Aconitum napellus)

Il frutto è costituito da un aggregato di 3 - 5 capsule o follicoli sessili e polispermi (frutto secco sviluppato longitudinalmente con delle fessure per la fuoriuscita dei semi); la forma è cilindrica-oblunga con fianchi debolmente venati. Ogni follicolo termina con un becco diritto. All'interno del follicolo sono contenuti numerosi semi piccoli di colore bruno e dalla superficie rugosa (possono essere lamellati). Lunghezza del becco: 2 – 3 mm.

## Riproduzione
- Impollinazione: l'impollinazione è garantita soprattutto da diversi insetti, come api e vespe in quanto sono piante nettarifere (impollinazione entomogama).
- Riproduzione: la fecondazione avviene sia tramite l'impollinazione dei fiori (vedi sopra), ma anche per divisione del piede (propagazione tipicamente orticola).

## Distribuzione e habitat
Per questo genere il tipo corologico definito è “Circumboreale-Artico”, per cui a latitudini basse preferisce scegliere habitat a quote medio-alte.
Le specie del genere “Aconito” in Italia sono distribuite soprattutto al nord (nelle Alpi) e prediligono zone non troppo soleggiate e lievemente umide ai margini dei boschi a quote medie (difficilmente scendono verso il piano). Al di fuori delle Alpi questo genere è presente nei Carpazi e anche in molte altre catene montuose europee (soprattutto la specie Aconitum napellus). È altrettanto presente nella flora asiatica (qui si ha la concentrazione maggiore di specie): Asia Orientale e Asia Meridionale (India). Qualche specie è presente anche nelle catene montuose del Nord America (Aconitum delphiniifolium nativo del Canada e Alaska).

## Tassonomia
Il genere Aconitum comprende 311 specie (una dozzina delle quali sono spontanee dei territori italiani) distribuite soprattutto nelle regioni temperate. La famiglia delle Ranunculaceae invece comprende oltre 2000 specie distribuite su circa 47 generi (2500 specie e 58 generi secondo altre fonti).

L'assetto tassonomico di questo genere in questi ultimi decenni ha subito più di qualche modifica e revisione. Ad esempio le specie A. vulparia e A. lamarckii (descritte da Pignatti nella “Flora d'Italia”) sono state incluse nella specie Aconitum lycoctonum L. emend. Koelle. Oppure le sottospecie A. variegatum subsp. paniculatum e A. variegatum subsp. valesiacum sono state trasferite nella specie Aconitum degeni Gáyer.

All'interno del genere le vari specie sono raggruppate in sottogeneri e sezioni. L'elenco seguente indica alcune di queste sottodivisioni:
- Subgen. Aconitum
- Subgen. Gymnaconitum (Stapf) Rapaics (1905)
- Subgen. Lycoctonum (DC.) Peterm.(1847)
- Subgen. Paraconitum Rapaics (1907)
- Subgen. Tuberaconitum Rapaics (1907)

Qui di seguito viene proposta una classificazione scientifica (tradizionalmente accettata) di questo genere:

Famiglia: Ranunculaceae, definita dal botanico francese Antoine-Laurent de Jussieu (1748-1836) nel 1789 nella pubblicazione ”Genera Plantarum, secundum ordines naturales disposita juxta methodum in Horto Regio Parisiensi”.
Sottofamiglia: Ranunculoideae, definita dal botanico scozzese Arnott George Walker-Arnott (1799-1868) nel 1832 in una pubblicazione della Enciclopedia Britannica.
Tribù: Aconiteae Horan. (1847) (in altri testi: Delphinieae L.)
Genere: Aconitum L..

Le ultime ricerche sulla famiglia delle Ranunculaceae mettono in discussione la classificazione precedente proponendone una più in linea con gli ultimi studi filogenetici (anche se – come affermano gli stessi ricercatori – sono richieste ulteriori prove per inserire definitivamente il clade delle “Delphineae”' nella sottofamiglia delle “Helleboroideae”):
Sottofamiglia: Helleboroideae (comprendente le seguenti tribu: Trollieae, Cimicifugeae, Helleboreae e Delphineae)
Tribù: Delphineae (con i seguenti generi: Consolida, Delphinium e Aconitum)

### Filogenesi

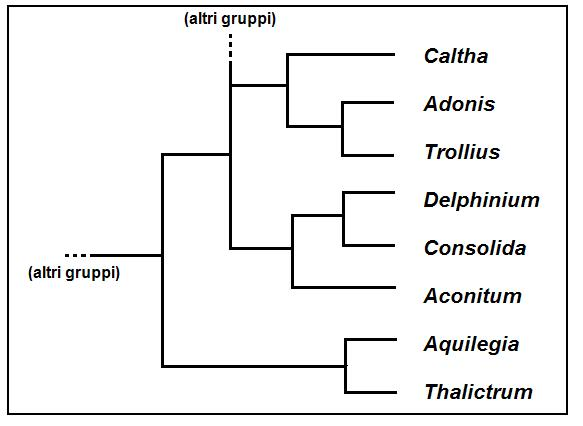
Cladogramma relativo ad alcuni generi “vicini” ad Aconitum

Nell'ambito della famiglia delle Ranunculaceae, le cui sequenze nucleotidiche convalidano l'ipotesi di un'origine monofiletica, il genere Aconitum (insieme ai generi affini Actaea, Caltha, Helleborus, Trollius, Nigella e Delphinium) rappresenta un sottoclade basato sui tepali petaloidi (anche se per il momento le sequenze nucleotidiche non lo confermano). 

Un'ulteriore affinità filogenetica si ha con il genere Delphinium: tra i due generi sono presenti delle analogie nel cariotipo, la produzione di alcaloidi come diterpene e alcune similitudini nella morfologia floreale.

Un recente studio (dal quale è stato tratto il cladogramma semplificato della figura a lato) fatto in base ad analisi filogenetiche molecolari di alcune specie della famiglia delle Ranunculaceae (per il genere “Aconitun” sono state usate soprattutto delle specie originarie dell'Asia orientale) conferma un clade per i generi Delphinium, Consolida e Aconitum. Affinità sostenute anche da un punto di vista morfologico; infatti tutti e tre questi generi hanno infiorescenze di tipo racemoso, fiori zigomorfi, follicoli liberi e contengono anche l'alcaloide tipo diterpene (che non è presente in altre specie della famiglia).

### Variabilità
Tutte le specie di Aconitum si presentano con grande variabilità facilitata da cause di isolamento e di ibridazione e di conseguenza con problemi di classificazione (vedi sopra). Spesso si tratta di individui poliploidi. La variabilità di queste specie si manifesta in molti caratteri: la lunghezza dei segmenti delle foglie, l'infiorescenza (lassa o densa), l'altezza del fusto, la forma e dimensioni dell'elmo. Gli elementi che maggiormente caratterizzano questi fiori sono la forma dell'elmo e il tipo di infiorescenza. Nelle immagini qui sotto queste caratteristiche sono schematizzate in riferimento ad alcune precise specie di Aconitum:

#### Specie spontanee italiane
Per meglio comprendere ed individuare le varie specie del genere (solamente per le specie spontanee della flora italiana) l'elenco che segue utilizza in parte il sistema delle chiavi analitiche, vengono cioè indicate solamente quelle caratteristiche utili a distinguere una specie dall'altra (da Pignatti aggiornato secondo la pubblicazione “An annotated checklist of the Italian Vascular Flora” di AA.VV.).
- Gruppo 1A: il colore dei fiori è giallo o biancastro;
  - Gruppo 2A: l'elmo è 2 – 3 volte più alto che largo; la parte sotterranea del fusto è un rizoma fibroso ma non tuberiforme;
    - A. lycoctonum L. emend. Koelle - Aconito vulparia: altezza della pianta 5 – 12 dm; il ciclo biologico è perenne; la forma biologica è emicriptofita scaposa (H scap); il tipo corologico è Eurasiatico. L'habitat tipico sono le forre ombrose e umide; è comune più o meno su tutto il territorio italiano (isole a parte) fino ad un'altitudine compresa tra 100 e 2100 m s.l.m..

  - Gruppo 2B: l'elmo è più o meno alto quanto largo; la parte sotterranea del fusto è un rizoma ingrossato e tuberoso;
    - A. anthora L. - Aconito antora: altezza della pianta 5 – 10 dm; il ciclo biologico è perenne; la forma biologica è geofita rizomatosa (G rhiz); il tipo corologico è Orofita – Sud Est Europeo. L'habitat tipico sono le zone aride e rupestri; è comune solamente nelle Alpi fino ad un'altitudine compresa tra 300 e 1500 m s.l.m..
- Gruppo 1B: il colore dei fiori è blu o violetto;
  - Gruppo 3A: l'infiorescenza è del tipo a pannocchia ramosa; l'elmo è alto da 0,6 a 2,5 volte la larghezza;
    - Gruppo 4A: i fiori sono riuniti in densi gruppi; i rami dell'infiorescenza sono glabri o appena pubescenti; l'elmo è 1 – 2,5 volte più alto che largo; i nettari sono diritti;
      - A. variegatum L. - Aconito screziato: altezza della pianta 4 – 15 dm; il ciclo biologico è perenne; la forma biologica è geofita rizomatosa (G rhiz); il tipo corologico è Orofita – Centro Europeo. L'habitat tipico sono le forre umide e i boschi montani; è comune solamente nelle Alpi fino ad un'altitudine compresa tra 500 e 2000 m s.l.m..

    - Gruppo 4B: i fiori sono distanziati; i rami dell'infiorescenza sono cosparsi di peli ghiandolosi; l'elmo è 0,6 – 1 volta più alto che largo; i nettari sono ripiegati in avanti;
      - A. degeni Gàyer s.l. - Aconito pannocchiuto: altezza della pianta 5 – 12 dm; il ciclo biologico è perenne; la forma biologica è geofita rizomatosa (G rhiz); il tipo corologico è Orofita – Sud Europeo. L'habitat tipico sono i boschi montani di faggete; è comune solamente nelle Alpi fino ad un'altitudine compresa tra 300 e 2000 m s.l.m..

  - Gruppo 3B: l'infiorescenza è del tipo a spiga densa con asse diritto; l'elmo è alto da 0,3 a 0,7 la larghezza (Gruppo di A. napellus);
    - Gruppo 5A: l'asse dell'infiorescenza è cosparso da peli semplici (o anche può essere glabro);
      - Gruppo 6A: i peli dell'infiorescenza sono ricurvi; l'elmo (esternamente) è sparsamente peloso;
        - A. napellus L. - Aconito napello: altezza della pianta 5 – 15 dm; il ciclo biologico è perenne; la forma biologica è geofita rizomatosa (G rhiz); il tipo corologico è Europeo. L'habitat tipico sono i pascoli alpini e le vicinanze delle malghe; è comune solamente nelle Alpi fino ad un'altitudine compresa tra 600 e 2600 m s.l.m..

      - Gruppo 6B: l'infiorescenza è quasi glabra; l'elmo è fondamentalmente glabro;
        - Gruppo 7A: i semi hanno una forma cilindrica con superficie rugosa ma senza lamelle; il polline ha un diametro di 33 – 35 micron; i segmenti delle foglie sono larghi 3 mm; il segmento mediano è inciso fino a 2/3 della lunghezza;
          - A. tauricum Wulfen - Aconito taurico: altezza della pianta 5 – 15 dm; il ciclo biologico è perenne; la forma biologica è geofita rizomatosa (G rhiz); il tipo corologico è Orofita – Sud Est Europeo. L'habitat tipico sono le praterie rase alpine anche rocciose; è comune solamente nelle Alpi orientali fino ad un'altitudine compresa tra 600 e 2600 m s.l.m..

        - Gruppo 7B: i semi hanno 7 – 8 lamelle; il polline ha un diametro di 37 – 38 micron; i segmenti delle foglie sono larghi meno di 3 mm; il segmento mediano è inciso fino a 5/7 della lunghezza;
          - A. angustifolium Rchb. - Aconito a foglie strette: altezza della pianta 5 – 15 dm; il ciclo biologico è perenne; la forma biologica è geofita rizomatosa (G rhiz); il tipo corologico è Endemico - Alpico. L'habitat tipico sono i prati umidi e la vicinanza alle malghe; si trova solamente nella provincia di Udine fino ad un'altitudine compresa tra 750 e 1600 m s.l.m..

      - Gruppo 5B: l'asse dell'infiorescenza è cosparso da peli ghiandolari patenti;
        - A. burnatii Gàyer - Aconito di Burnat: altezza della pianta 5 – 15 dm; il ciclo biologico è perenne; la forma biologica è geofita rizomatosa (G rhiz); il tipo corologico è Orofita – Sud Ovest Europeo. L'habitat tipico sono i prati umidi e la vicinanza alle malghe; si trova solamente nella regione piemontese fino ad un'altitudine compresa tra 1500 e 2300 m s.l.m..

### Specie alpine italiane
Tutte le specie spontanee della flora italiana di questo genere vivono sull'arco alpino. La tabella seguente mette in evidenza alcuni dati relativi all'habitat, al substrato e alla distribuzione di questi fiori relativamente allo specifico areale alpino.

| Specie                            | Comunità vegetali | Piani vegetazionali | Substrato  | pH            | Livello trofico | H2O   | Ambiente       | Zona alpina                                   |
| --------------------------------- | ----------------- | ------------------- | ---------- | ------------- | --------------- | ----- | -------------- | --------------------------------------------- |
| A. angustifolium                  | 11                | montano             | Ca         | basico        | basso           | arido | B6 C1 C3 F7 G4 | UD                                            |
| A. anthora                        | 11                | montano subalpino   | Ca         | basico        | medio           | secco | F2 F5          | tutto l'arco alpino (escl. VC NO SO BZ UD)    |
| A. burnatii                       | 11                | subalpino           | Ca – Si    | neutro        | alto            | umido | B4 G5 F2       | TO                                            |
| A. degeni subsp. paniculatum      | 11                | montano subalpino   | Ca – Si    | neutro        | alto            | medio | G2             | tutto l'arco alpino (escl. VA)                |
| A. degeni subsp. valesiacum       | 11                | montano subalpino   | Ca – Si    | neutro        | alto            | medio | G2             | AO                                            |
| A. lycoctonum subsp. neapolitanum | 11                | montano subalpino   | Ca – Si    | basico neutro | alto            | umido | G2             | tutto l'arco alpino (escl. VA)                |
| A. lycoctonum subsp. vulparia     | 14                | montano subalpino   | Ca – Si    | basico neutro | medio           | umido | I2             | tutto l'arco alpino (escl. VC TN)             |
| A. napellus subsp. neomontanum    | 11                | montano subalpino   | Ca – Si    | neutro        | alto            | umido | B4 G2          | VC NO CO BS BG TN BZ                          |
| A. napellus subsp. vulgare        | 5                 | subalpino           | Ca – Si    | neutro        | alto            | umido | B4 F5 G2       | CO BS TN BZ BL UD                             |
| A. tauricum                       | 11                | subalpino           | Ca/Si - Si | neutro        | alto            | medio | F2 F5          | tutto l'arco alpino (escl. VC NO SO BZ UD)    |
| A. variegatum subsp. nasutum      | 11                | montano subalpino   | Ca – Si    | basico neutro | medio           | medio | G2             | tutto l'arco alpino (escl. AO VC NO VA BS UD) |
| A. variegatum subsp. variegatum   | 14                | montano subalpino   | Ca – Ca/Si | basico neutro | medio           | secco | I2             | TN BL                                         |

Legenda e note alla tabella.

Per il “substrato” con “Ca/Si” si intendono rocce di carattere intermedio (calcari silicei e simili); vengono prese in considerazione solo le zone alpine del territorio italiano (sono indicate le sigle delle province).
Comunità vegetali:
5 = comunità perenni nitrofile
11 = comunità delle macro- e megaforbie terrestri
14 = comunità forestali
Ambienti:
B4 = riposi del bestiame
B6 = tagli rasi forestali, schiarite, strade forestali
C1 = ambienti sabbiosi, affioramenti rocciosi
C3 = ghiaioni, morene e pietraie
F2 = praterie rase, prati e pascoli dal piano collinare al subalpino
F5 = praterie rase subalpine e alpine
F7 = margini erbacei dei boschi
G2 = praterie rase dal piano collinare a quello alpino
G4 = arbusteti e margini dei boschi
I2 = boschi di latifoglie

## Generi simili
I generi che più si avvicinano a quello di questa voce sono: Delphinium e Consolida entrambi compresi nella famiglia delle Ranunculaceae. Nel paragrafo “Sistematica” e “Filogenesi" sono indicate le affinità tra questi tre gruppi. Le differenze invece consistono soprattutto nella morfologia del fiore: in Delphinium i sepali sono aperti, mentre in Consolida sono più lanceolati; inoltre entrambi i fiori di questi generi sono vistosamente speronati (il sepalo superiore che nell'Aconitum ha la forma di un casco, mentre in questi due tipi di fiori è prolungato all'indietro a forma di uno stretto tubo conico).

## Usi

### Farmacia
Tutti gli “aconiti” sono velenosi (contengono alcaloidi tipo diterpene e glucosidi – soprattutto l'aconitina). L'impiego dell'Aconitum in campo medico è ricordato da Dioscoride Pedanio nel suo trattato e fu riconsiderato dal medico austriaco Anton von Stoerck (1731 – 1803) ricordato per le sue ricerche cliniche sulle proprietà medicinali (ma anche sui vari livelli di tossicità) di varie erbe. In un lavoro del 1763 egli descrisse le sensazioni provocate dall'Aconitum (eccesso di salivazione, intorpidimento degli arti, formicolio) e propose l'impiego della pianta a scopo curativo per alleviare dolori reumatici, gonfiore e dolori nevralgici. Si deve aggiungere comunque che l'uso degli aconiti nella medicina moderna si è in gran parte attenuato nel decennio 1930 – 1940.

Questa pianta estremamente velenosa in forma selvatica ma usata in campo farmacologico, in dose minima, perde gran parte del suo potenziale velenoso. L'aconitina, infatti, è mortale in dosi da 1 a 5 milligrammi e viene considerata uno dei veleni più potenti che si conoscano al giorno d'oggi. I sintomi per avvelenamento di queste piante sono nausea, vomito, diarrea, bradicardia, aritmia e infine arresto cardiaco e morte.

Nella medicina popolare, anticamente, venivano usate le radici opportunamente essiccate per le seguenti proprietà medicamentose: antinfiammatorie (attenua uno stato infiammatorio), antireumatiche (attenua i dolori dovuti all'infiammazione delle articolazioni), vermifughe (elimina i vermi intestinali) e analgesiche (attenua in generale il dolore).

### Giardinaggio
Queste piante vengono soprattutto coltivate come fiori ornamentali grazie all'elegante contrasto tra i fiori e il ricco e decorativo fogliame (è del 1790 l'introduzione nei giardini europei della bella specie Aconitum japonicum). Sono piante rustiche (di facile impianto e mantenimento) e in genere si adattano a qualsiasi tipo di ambiente, tuttavia è bene precisare che necessitano di un terreno possibilmente umido e ricco di Humus. Alcune specie di Aconitum (come l'Aconitum japonicum e l'Aconitum lycoctonum) necessitano un terreno di brughiera e una posizione estremamente ombreggiata. Superano facilmente i rigori dell'inverno. Si propagano facilmente per divisione del piede.

## Notizie culturali
L'antichità della pianta (nella conoscenza umana) è testimoniata da una ricca documentazione storica, mitologica, poetica e altro. Qui di seguito vengono riportate alcune testimonianze e curiosità.
- Secondo un antico mito, Ercole nella sua dodicesima fatica affrontò il mostruoso cane Cerbero, custode dell'Inferno. Durante la lotta, la bava del mostro cadendo a terra si trasformò in un velenoso aconito. Per questo sia Greci che Romani dedicarono questa pianta alla regina dell'Ade, Ecate nel cui giardino, si pensava, crescevano copiosamente questi fiori.
- Anche i personaggi omerici sono in qualche modo interessati da questi fiori. Chirone, il Centauro maestro di Achille, venne ucciso accidentalmente da una freccia intinta nel succo di napello.
- La strega Medea (la “regina” di tutte le maghe di questo mondo) cercò di uccidere Teseo per impedirgli il ritorno presso il padre Egeo con un infuso contenente tra l'altro aconito.
- Nei miti di Odino (nella mitologia norvegese) l'elmo del fiore viene rappresentato come il ”cappello delle tenebre”, capace di rendere invisibile colui che lo indossasse. In alcuni nomi volgari nordici di queste piante emerge il ricordo di questa mitologia: “Elmo di Odino”, "Cappello di Thor" o "Elmo di Tyr".